# Наезжая Пашня
Наезжая Пашня — деревня в Красноборском районе Архангельской области. Входит в состав Белослудского сельского поселения.

## География
Находится в юго-восточной части Архангельской области на расстоянии приблизительно 5 км на запад-северо-запад по прямой от административного центра поселения деревни Большая Слудка.

## История
Деревня была отмечена в 1939 году. Ныне здесь размещается база отдыха «Усадьба белого гриба».

## Население
Численность населения: 1 человек (русские 100 %) в 2002 году, 0 в 2010.